# Саравакос, Димитрис
Дими́трис Сарава́кос (греч. Δημήτρης Σαραβάκος; род. 29 июля 1961, Афины) — греческий футболист, нападающий, известный по выступлениям за «Паниониос», «Панатинаикос», АЕК и сборную Греции. Участник чемпионата мира 1994 года.

## Клубная карьера
Саравакос — воспитанник футбольной академии клуба «Паниониос». Отыграв пять сезонов, Димитрис перешёл в «Панатинаикос». В составе новой команды он три раза выиграл греческую Суперлигу, а также шесть раз стал обладателем Кубка и дважды Суперкубка Греции. В 1988 году Димитрис стал лучшим бомбардиром Кубка УЕФА, а в 1991 — лучшим снайпером национального первенства. В «Панатинаикосе» Саравокос провёл десять сезонов, приняв участие в более чем 300 матчах и забив 125 мячей.
В 1994 году Димитрис перешёл в АЕК, с которым выиграл чемпионат и Суперкубок в 1996 году. После двух сезонов он вернулся в «Панатинаикос», но из-за травм и высокой конкуренции за два года Саравакос лишь дважды вышел на поле. В 1998 году он принял решение завершить карьеру.

## Международная карьера
В 1982 году Саравакос дебютировал за сборную Греции. 10 октября 1990 года забил пять мячей в ворота сборной Египта (6:1). В 1994 году Димитрис принял участие в Чемпионате мира в США. На турнире он сыграл во встрече против сборной Аргентины. Сразу после мирового первенства Саравакос завершил выступления за национальную команду. С 1989 по 1994 год был капитаном сборной Греции.

## Достижения
Командные
 «Панатинаикос»
- Чемпионат Греции по футболу (3): 1985/86, 1989/90, 1990/91
- Обладатель Кубка Греции (6): 1986, 1988, 1989, 1991, 1993, 1994
- Обладатель Суперкубка Греции (2): 1988, 1993

 АЕК
- Обладатель Кубка Греции (1): 1995/96
- Обладатель Суперкубка Греции (1): 1996

Индивидуальные
- Лучший бомбардир Кубка УЕФА — 1988
- Лучший бомбардир греческой Суперлиги — 1991